# Малів
Ма́лів — село в Україні, у  Теребовлянській міській громаді Тернопільському районі Тернопільської області. Підпорядковане Підгайчицькій сільраді (до 2015).  Від 2015 у складі Теребовлянської міської громади. Розташоване у долині річки Серет.
Населення — 291 особа (2015).

## Історія
Заснував близько 1640 теребовельський староста Ю. Балабан.
Перші відомості про село знаходимо в дипломі польського короля Стефана Баторія 1576 року. Там воно зафіксовано під назвою Пасічисько. У 1661 році Малів згадується в документі про люстрацію Теребовлянського староства.
У селі завжди переважало українське населення. У Малові також була кооператива, першим її керівником і організатором був Іван Понятишин. Також існувало товариство «Просвіта».
1 серпня 1934 року в рамках реформи на підставі нового закону про самоуправління (23 березня 1933 року) увійшла до нової сільської гміни Трембовля (Теребовлянський повіт Тернопільського воєводства).
12 червня 2020 року, відповідно до розпорядження Кабінету Міністрів України № 724-р «Про визначення адміністративних центрів та затвердження територій територіальних громад Тернопільської області» увійшло до складу Теребовлянської міської громади.
19 липня 2020 року, в результаті адміністративно-територіальної реформи та ліквідації Теребовлянського району, село увійшло до складу Тернопільського району.

## Політика

### Парламентські вибори, 2019
На позачергових парламентських виборах 2019 року у селі функціонувала окрема виборча дільниця № 610859, розташована у приміщенні клубу.
Результати
- зареєстровано 213 виборців, явка 74,18%, найбільше голосів віддано за «Слугу народу» — 34,18%, за «Європейську Солідарність» — 15,82%, за Радикальну партію Олега Ляшка — 15,19%.[4] В одномандатному окрузі найбільше голосів отримав Олег Вітвіцький (Голос) — 20,67%, за Ігоря Сопеля (Слуга народу) — 19,33%, за Миколу Люшняка (самовисування) — 18,00%[5].

## Поширені прізвища
Бурбела, Демида, Котис, Прусак, Яніс.

## Релігія
Є церква Вознесіння Господнього (1926, ПЦУ, мурована).

## Пам'ятки
Встановлено пам'ятні знаки на честь скасування панщини і Борцям за волю України (1994).

## Соціальна сфера
Працюють загальноосвітня школа І ступеня, бібліотека.

## Галерея

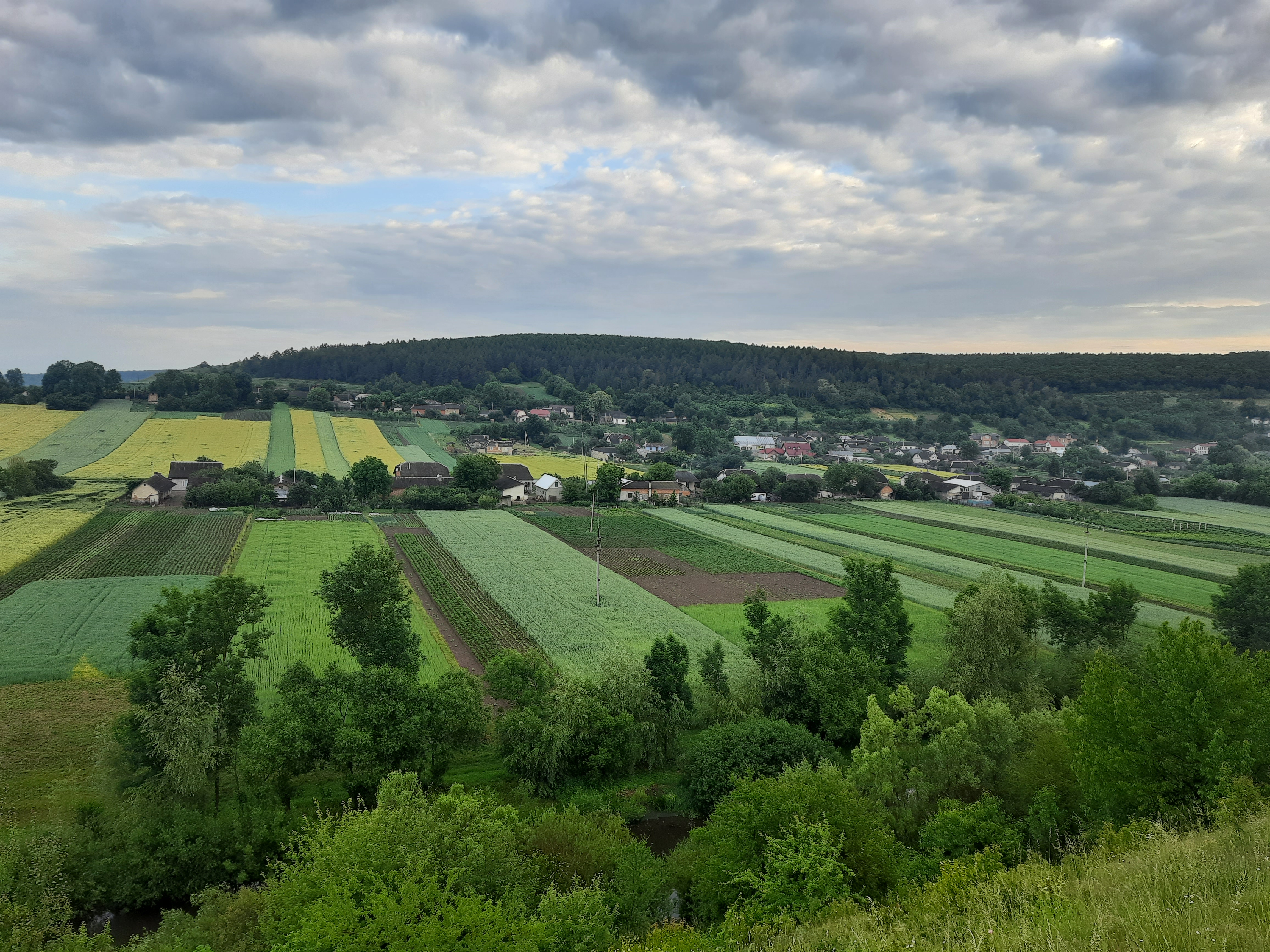
Вигляд на село з пагорба
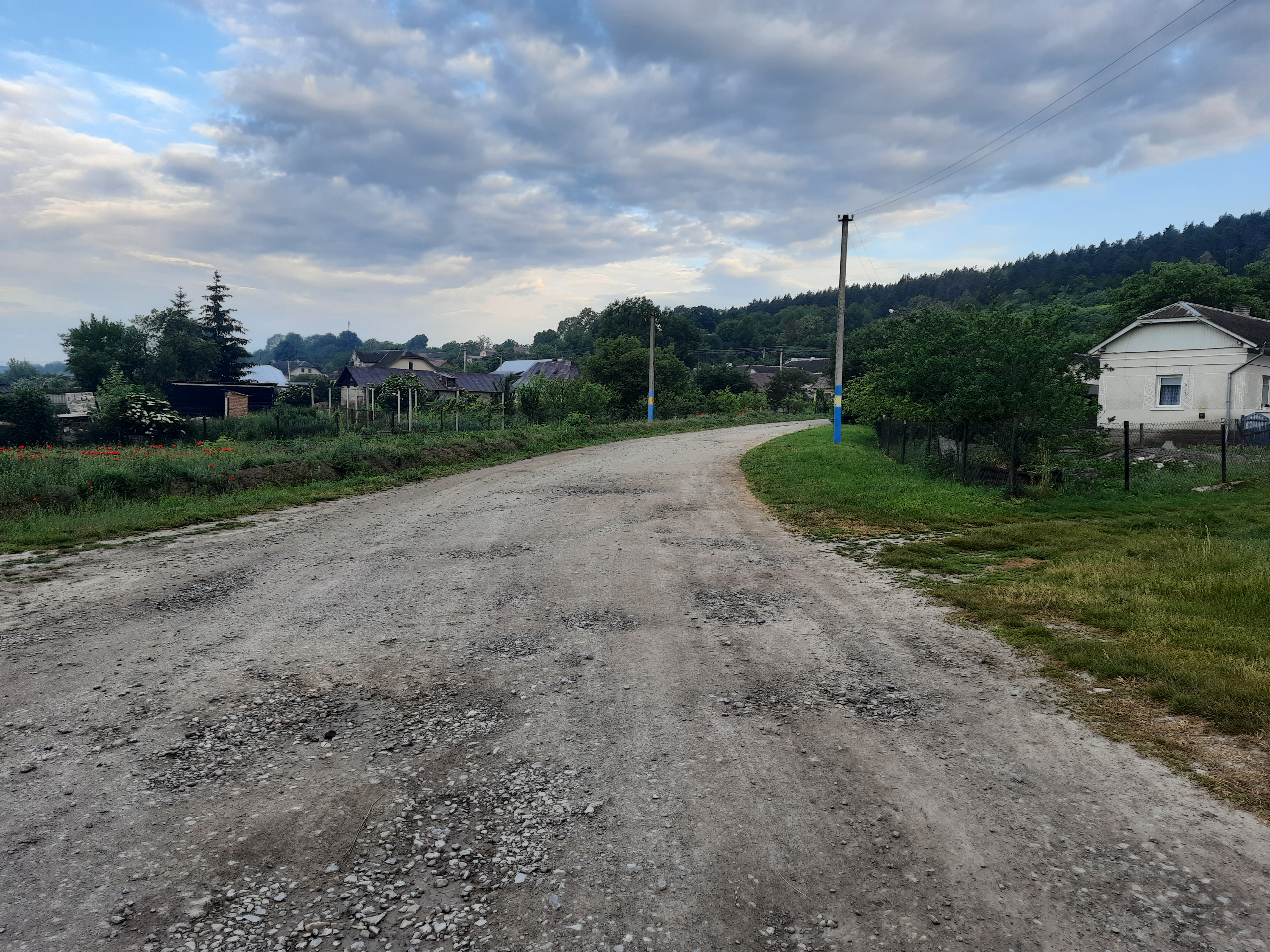
В'їзд у село
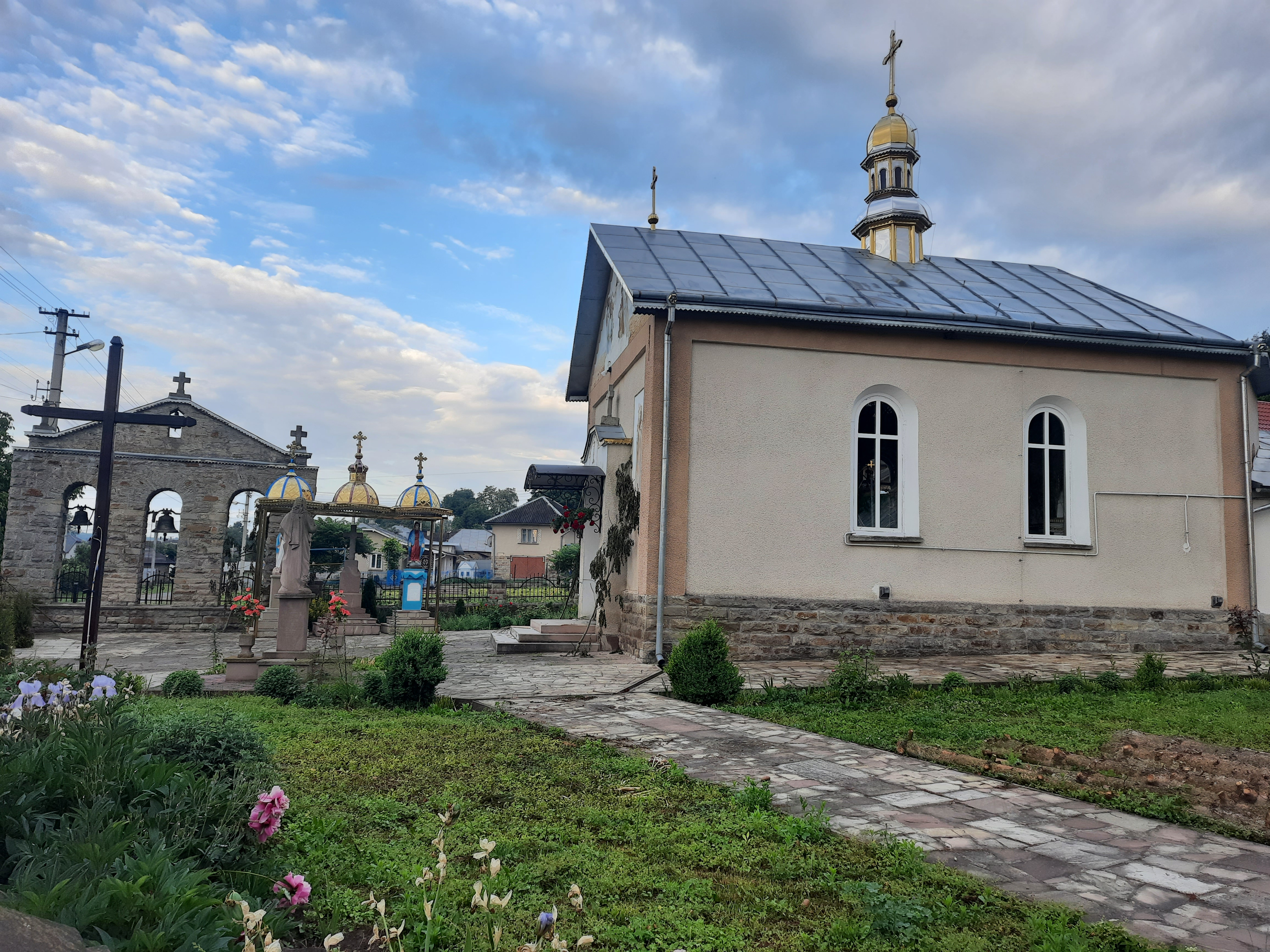
Церква Вознесіння Господнього
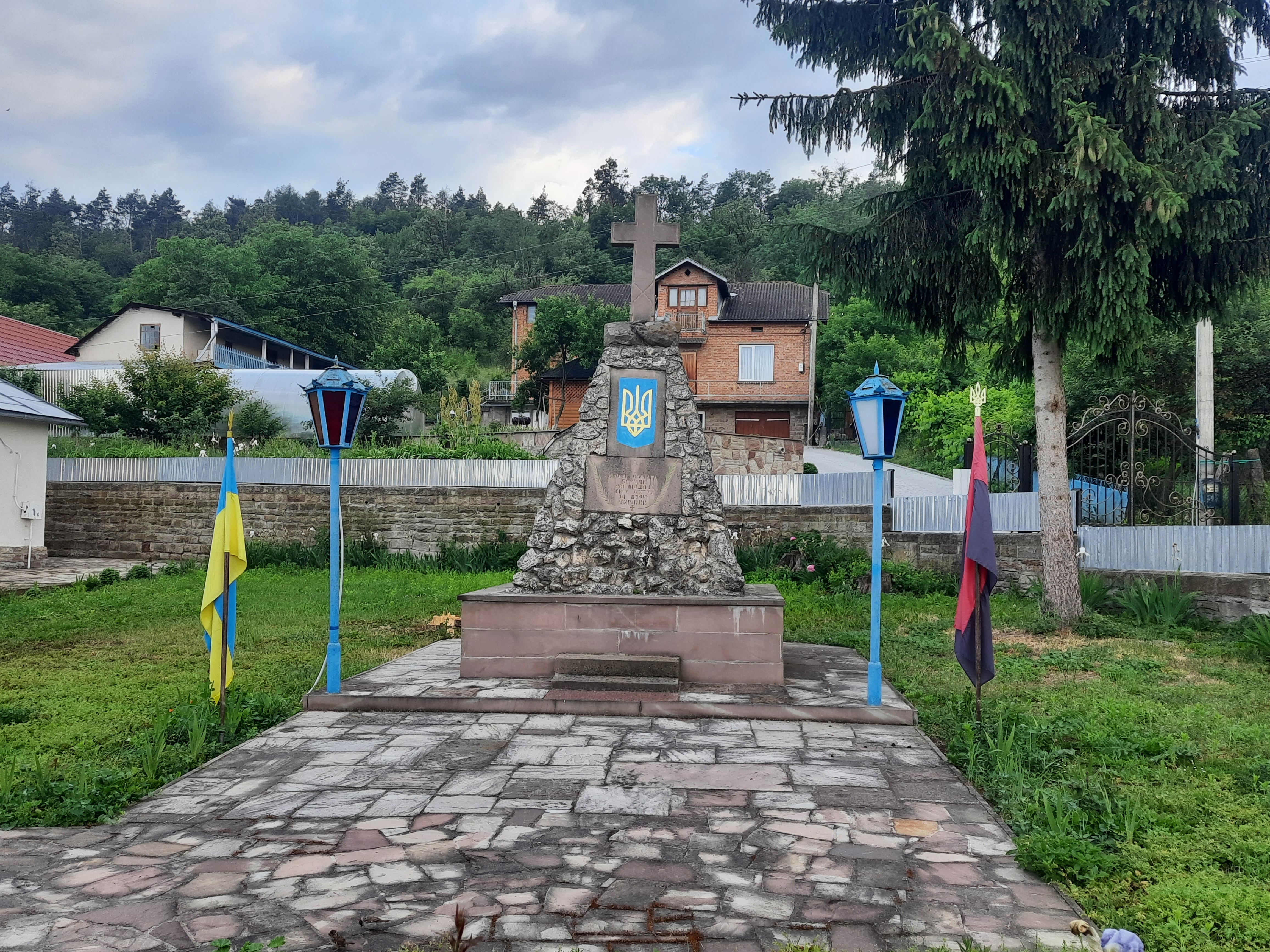
Пам'ятний знак Борцям за волю України
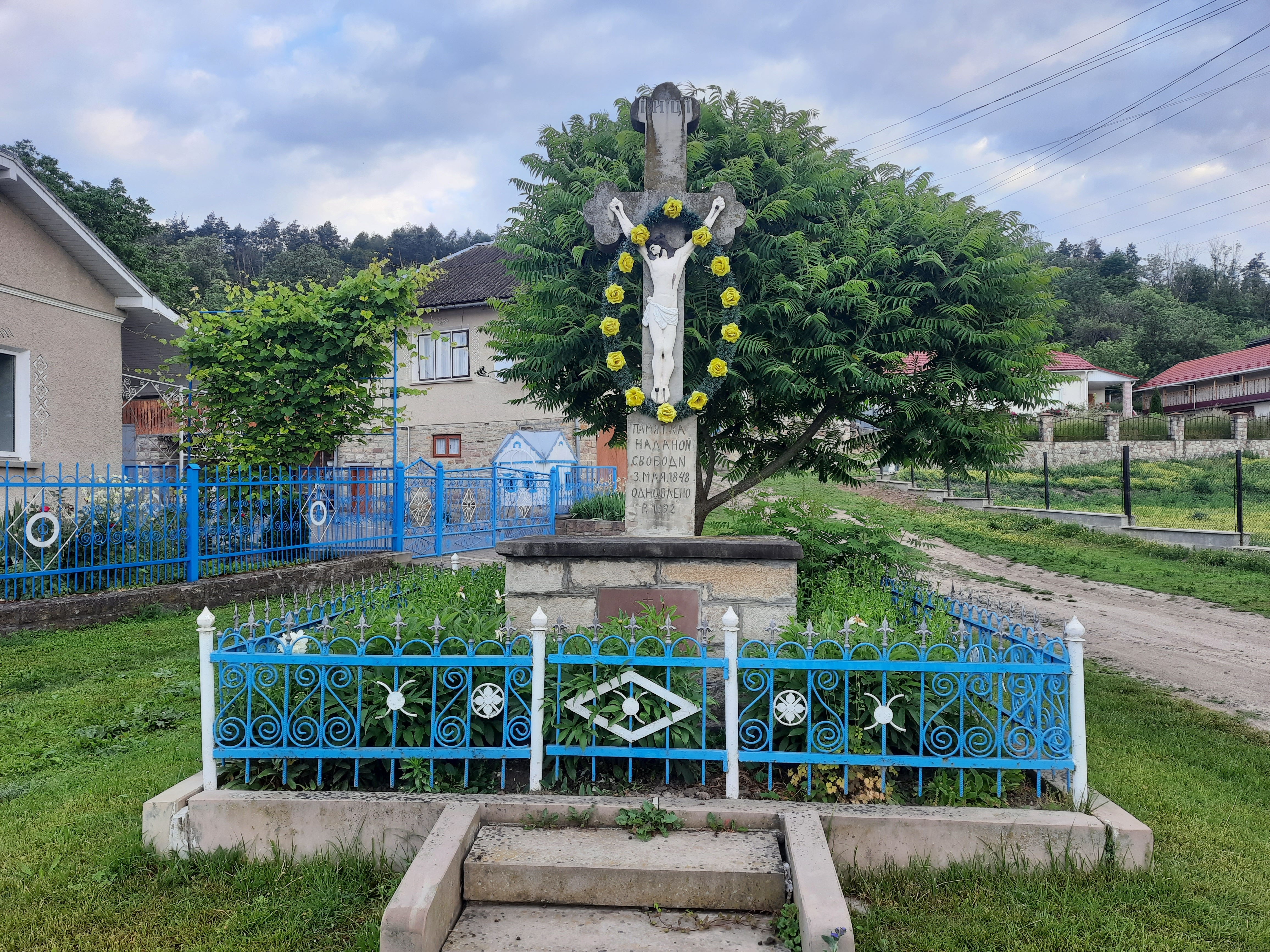
Пам'ятний знак з нагоди скасування панщини
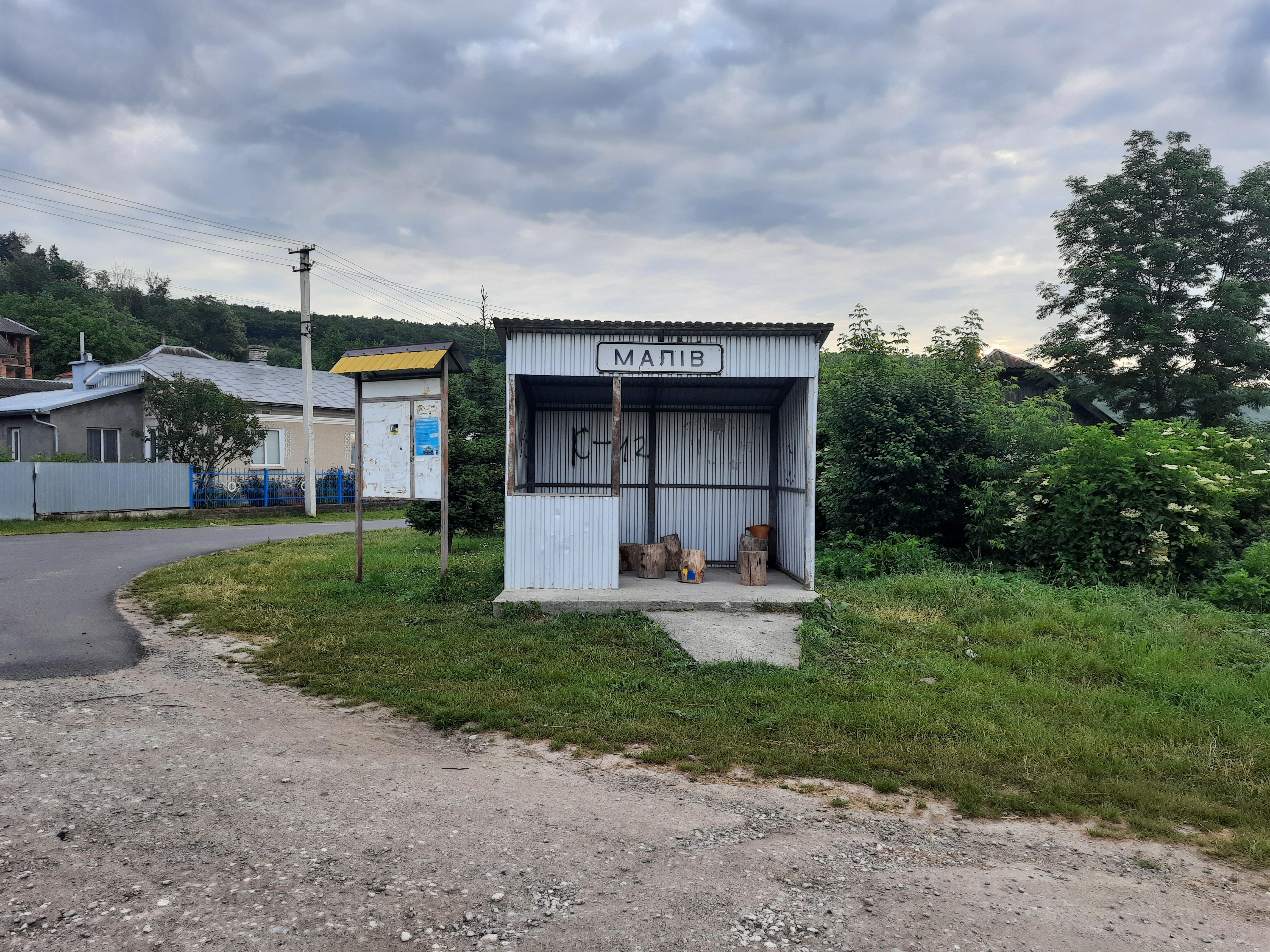
Автобусна зупинка
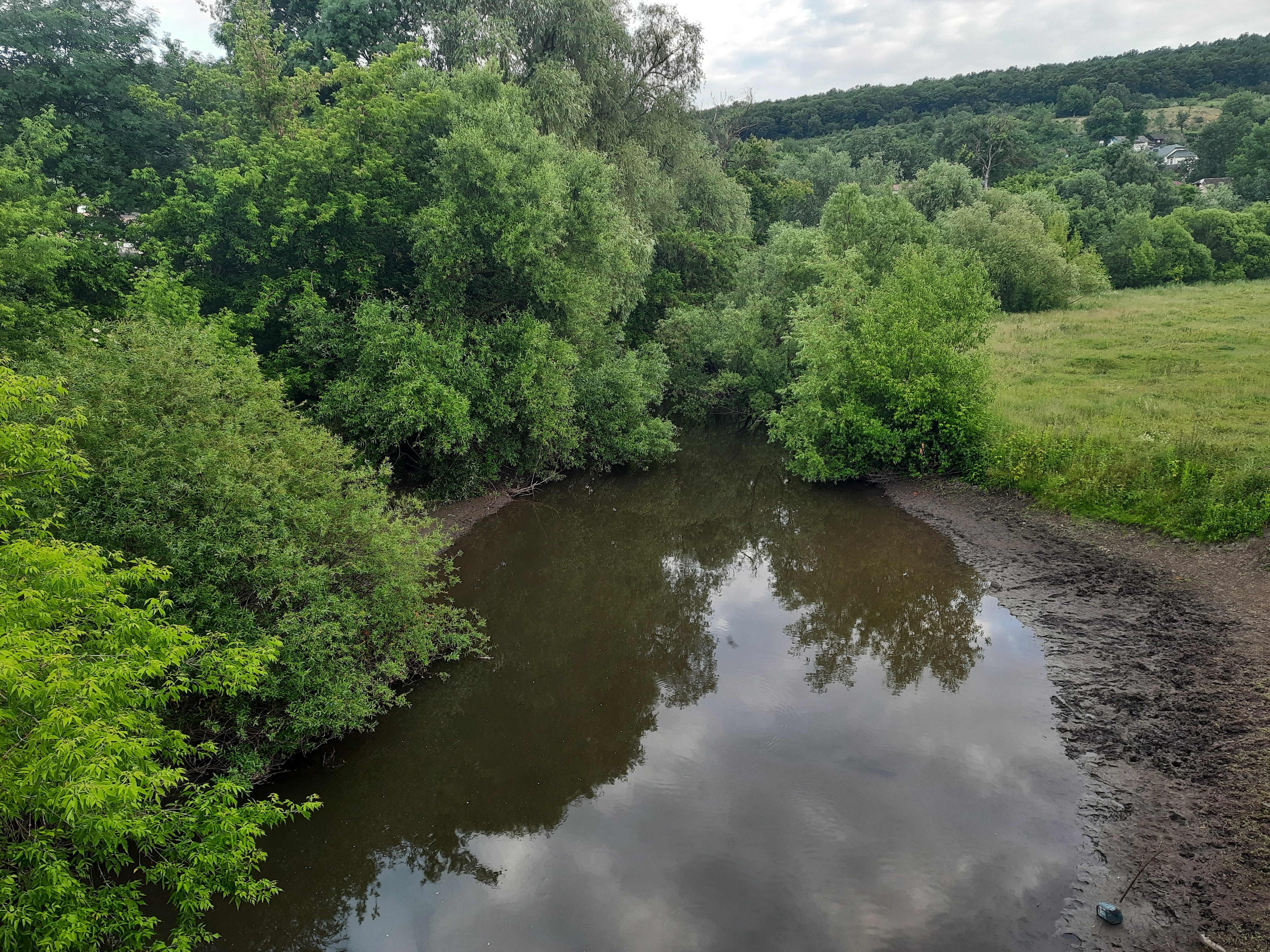
Річка Серет біля села